# Franciszek Ryszka
Franciszek Ryszka (ur. 4 sierpnia 1924 w Kniaziówce, zm. 31 marca 1998 w Warszawie) – polski prawnik, historyk, politolog, nauczyciel akademicki, profesor nauk humanistycznych.

## Życiorys
Urodził się w Kniaziówce. W 1941 uzyskał świadectwo maturalne w Wilnie. Był żołnierzem Armii Krajowej, a następnie 1 Armii Ludowego Wojska Polskiego. Został ranny w lutym 1945 w walkach z łotewską dywizją esesmańską. Służył w 10 Pułku Piechoty LWP i jako jego żołnierz został wcielony w szeregi Korpusu Bezpieczeństwa Wewnętrznego.
W 1950 ukończył studia na Wydziale Prawa Uniwersytetu Wrocławskiego. Rok później uzyskał na tym unwiersytecie stopień doktora na podstawie pracy Aspekty klasowe polskiego ruchu narodowego na Górnym Śląsku w XX w.. W latach 50. pracował przy Katedrze Historii Państwa i Prawa Polskiego UWr  i w Wyższej Szkole Ekonomicznej we Wrocławiu. W 1953 został zatrudniony w Zakładzie Historii Śląska Instytutu Historii PAN. W 1956 przeszedł do Instytutu Nauk Prawnych PAN, a od 1961 do 1963 pracował jako docent ponownie w Instytucie Historii tej akademii. Od 1961 do 1965 był kierownikiem zakładu w Polskim Instytucie Spraw Międzynarodowych. W 1963 uzyskał tytuł naukowy profesora nauk humanistycznych. W latach 1965–1969 pełnił funkcję kierownika katedry w Wojskowej Akademii Politycznej im. Feliksa Dzierżyńskiego. Od 1967 do 1969 wykładał również w Studium Dziennikarskim Uniwersytetu Warszawskiego. Od 1974 do 1984 był wykładowcą w Instytucie Nauk Prawnych UWr. W 1986 został zatrudniony w Instytucie Nauk Politycznych Uniwersytetu Warszawskiego. Równocześnie wykładał także na Wydziale Prawa i Administracji tej uczelni. Był także nauczycielem akademickim w Prywatnej Wyższej Szkole Nauk Społecznych, Komputerowych i Medycznych w Warszawie. We wrześniu 1997 objął funkcję rektora Wyższej Szkoły Biznesu i Przedsiębiorczości w Ostrowcu Świętokrzyskim, którą sprawował do śmierci.
W 1991 został członkiem korespondentem PAN. Przewodniczył Komitetowi Nauk Politycznych PAN. Zasiadał w Głównej Komisji Badania Zbrodni Hitlerowskich. Był członkiem m.in. polsko-niemieckiej komisji podręcznikowej, Międzynarodowego Stowarzyszenia Nauk Politycznych i Międzynarodowego Stowarzyszenia Filozofów Prawa, a także członkiem honorowym Polskiego Towarzystwa Nauk Politycznych. W latach 1991–1997 pełnił funkcję sędziego Trybunału Stanu. Był wizytującym profesorem w kilku uniwersytetach europejskich.
Zajmował się nauką o polityce, historią idei politycznych i prawnych, filozofią polityki, historią państwa i prawa. Znawca problematyki faszyzmu, narodowego socjalizmu, hiszpańskiego anarchizmu i historii hitlerowskich Niemiec.
Został pochowany na cmentarzu parafialnym w Sidrze k. Sokółki.

## Odznaczenia
W 1945 otrzymał Medal za Odrę, Nysę, Bałtyk, a w 1946 – Krzyż Walecznych. 16 lipca 1954, za wybitne zasługi w dziedzinie nauki, został odznaczony przez Radę Państwa Srebrnym Krzyżem Zasługi. W 1972 otrzymał Medal za Berlin. W 1977 został uhonorowany Krzyżem Kawalerskim Orderu Odrodzenia Polski.

## Nagrody
- Nagroda im. Ludwika Waryńskiego (1986) za książkę "Państwo stanu wyjątkowego. Rzecz o systemie państwa i prawa Trzeciej Rzeszy" (Wydawnictwo Ossolineum, wyd. III 1985)[10]

## Publikacje
- Noc i mgła. Niemcy w okresie hitlerowskim (1962)
- Historia doktryn politycznych i prawnych (wspólnie z Janem Baszkiewiczem; 1970)
- U źródeł sukcesu i klęski. Szkice z dziejów hitleryzmu (1972)
- Państwo stanu wyjątkowego. Rzecz o systemie państwa i prawa Trzeciej Rzeszy (1964, wyd. II, zmienione 1974)
- Polityka i wojna. Świadomość potoczna a teorie XX wieku (1975)
- Lektury i przemyślenia. Pięć szkiców o książkach i ich autorach (1978)
- Norymberga. Prehistoria i ciąg dalszy (1982)
- Nauka o polityce (1984)
- W kręgu zbiorowych złudzeń. Z dziejów hiszpańskiego anarchizmu 1868–1939 (1991)
- Hiszpania (wspólnie z Barbarą Golą; 1999)